# Jacques Henri Leonard Jean Sweerts de Landas Wyborgh

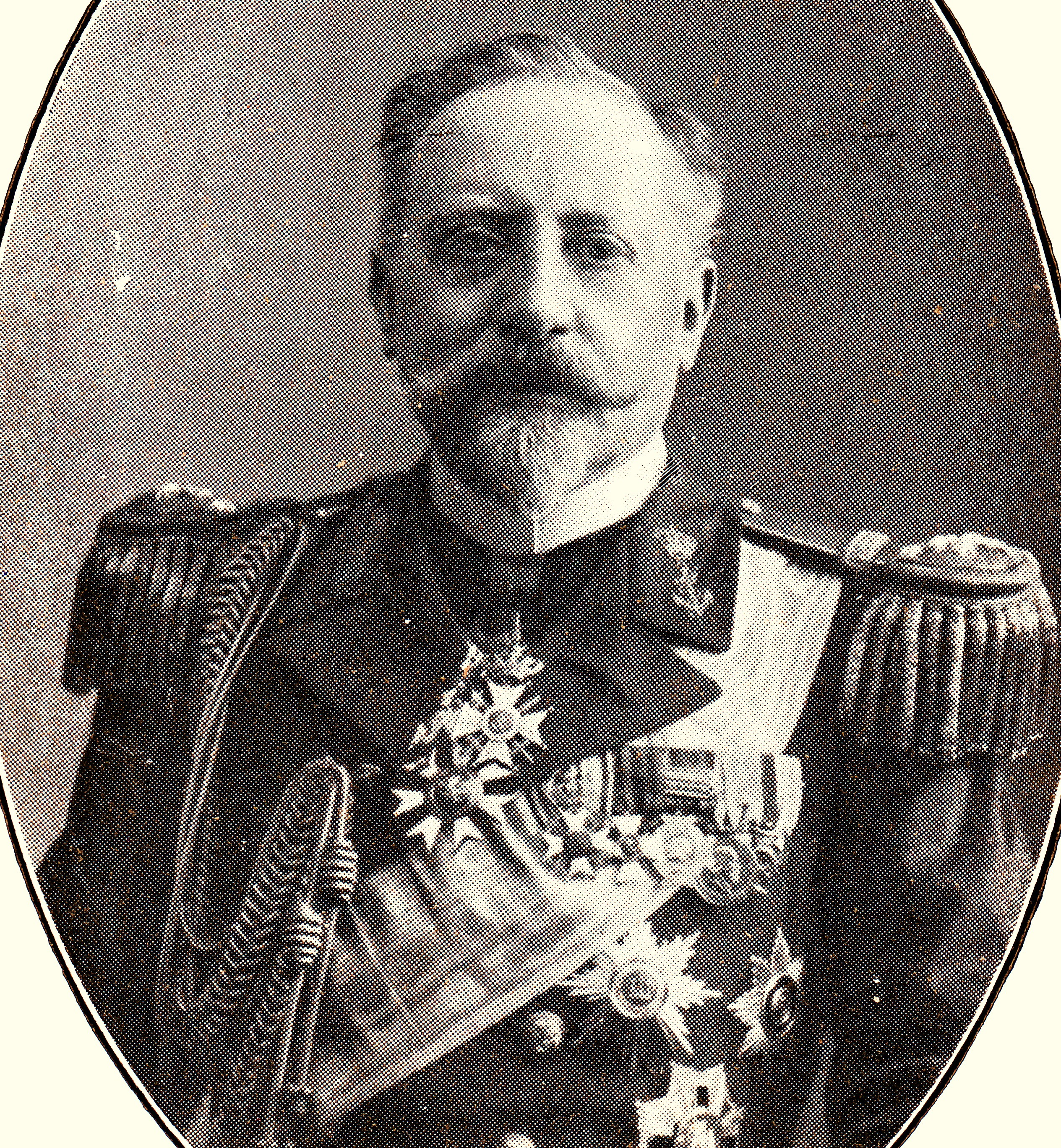
Jacques Henri Leonard Jaen Sweerts de Landas Wyborgh

Jacques Henri Leonard Jean baron Sweerts de Landas Wyborgh (Nijmegen, 6 februari 1851 - Den Haag, 24 december 1912) was een Nederlands viceadmiraal.

## Familie
Sweerts was een lid van het geslacht Sweerts de Landas en de zoon van Coenraad Willem baron Sweerts de Landas Wyborgh (1820-1892), directeur der posterijen Rotterdam, en diens eerste vrouw Claudina Maria Margaretha Dinaux (1827-1858). Hij was een broer van Emile Claude baron Sweerts de Landas Wyborgh (1852-1928), burgemeester van Arnhem en Den Haag, lid van de Eerste Kamer der Staten-Generaal, Commissaris der Koningin in Zuid-Holland. Sweerts bleef ongehuwd.

## Loopbaan bij de zeemacht
Sweerts de Landas Wyborgh trad op 1 september 1867 als cadet in dienst van de zeemacht. Hij nam deel aan de krijgsverrichtingen in Atjeh. Op 1 september 1873 werd hij benoemd tot luitenant-ter-zee tweede klasse; op 1 juli 1884 tot luitenant-ter-zee eerste klasse; in die hoedanigheid was hij adjudant van de gouverneur-generaal van Nederlands-Indië. Op 21 maart 1895 werd hij kapitein-luitenant-ter-zee, op 1 maart 1899 kapitein-ter-zee, op 24 maart 1905 schout-bij-nacht en op 30 augustus 1907 viceadmiraal. Op 2 mei 1910 ging hij met pensioen.
Hij was commandant van de Tromp en voerde enige tijd het bevel over de Java-divisie. Van 1905 tot 1910 was hij directeur en commandant der marine te Amsterdam.

## Transport van Paul Kruger naar Nederland
In 1900 werd Paul Kruger op uitnodiging van koningin Wilhelmina der Nederlanden naar Nederland overgebracht om hier de loop der gebeurtenissen in Zuid-Afrika af te wachten. Aan baron Sweerts werd als commandant van het pantserdekschip Gelderland opgedragen om de president naar Nederland over te varen. Voor de uitvoering van deze opdracht ontving hij van de Nederlandse regering een betuiging van waardering en bijzondere tevredenheid.

## Onderscheidingen
- Ridder in de Orde van de Nederlandse Leeuw
- Ridder in de Orde van de Eikenkroon
- Commandeur in de Orde van Oranje-Nassau.

## Trivia
Hij werd begraven op Oud Eik en Duinen, in tegenwoordigheid van Z.K.H. prins Hendrik van Mecklenburg-Schwerin en de oud-ministers van marine William James Cohen Stuart en Jan Wentholt, minister Aritius Sybrandus Talma en verder veel marineofficieren en leden van de hofhouding.